# Gaviskon
Gaviskon je lek na slobodno za lečenje gorušice i GERD-a. Ovaj lek proizvodi i distribuira kompanije Reckitt Benckiser u Britaniji, i GlaksoSmitKlajn u SAD-u i Kanadi.
Gaviskon suzbija gorušicu na način sličan drugim drugim antacidima. Gaviskon je smeša agenasa za puferovanje i neutralisanje kalcijum karbonata i natrijum bikarbonata, magnezijum karbonata, i gelirajućih agenasa alginske kiseline i aluminijum hidroksida. Kad se uzima oralno, kombinacija algininske kiseline i bikarbonata kreira barijeru koja sprečava refluks stomačne kiseline u ezofagus.

## Spoljašnje veze
- Zvanični „Gaviskon UK“ vebsajt
- Zvanični „Gaviskon US“ vebsajt

|  | Molimo Vas, obratite pažnju na važno upozorenje u vezi sa temama iz oblasti medicine (zdravlja). |